# Erik Tengstrand
Erik Harald Richard Tengstrand, född 8 juni 1898 i Stockholm, död 2 september 1984 i Uppsala, var en svensk språkforskare.
Erik Tengstrand var son till den praktiserande läkaren Jonas Erik Arvid Tengstrand och Ulrika "Ulla" Wilhelmina Ehrenborg. Efter studentexamen i Stockholm 1916 studerade han vid Uppsala universitet och blev filosofie kandidat 1921, filosofie magister 1922, filosofie licentiat 1931 samt filosofie doktor och docent i engelska språket 1940. Han var tillförordnad professor i engelska vid Göteborgs högskola vårterminen 1948 och i Uppsala 1948–1950. Från 1950 var han professor i engelska vid Uppsala universitet. Tengstrand var läroverkslärare i Uppsala och blev 1948 lektor vid Försvarets läroverk men tillträdde aldrig den tjänsten. Bland hans arbeten märks doktorsavhandlingen A Contribution to the Study of Genitival Composition in Old English Placenames (1940), som behandlar ett centralt problem inom engelsk ortnamnsforskning, och Three Middle English Bahuvrihi Adjectives (Studier i modern språkvetenskap 17, 1949). Tengstrand var sekreterare i Ortnamnssällskapet i Uppsala 1939–1942.